# 舩橋佑
舩橋 佑（ふなばし ゆう、2002年7月12日 - ）は、茨城県古河市出身のプロサッカー選手。Jリーグ・鹿島アントラーズ所属。ポジションはミッドフィールダー（ボランチ）。

## 略歴
茨城県古河市出身。鹿島つくばジュニアユースを経て、鹿島ユースでプレー。キックの精度の高さが魅力のボランチとして評価され、2020年10月に2021年シーズンからのトップチーム昇格内定、および2種登録選手としてトップチームに登録されることが発表された。
2021年よりユースからトップ昇格を果たす。3月27日、ルヴァンカップGL第2節のアビスパ福岡戦でスタメン出場しプロデビュー。4月7日、J1第8節の柏レイソル戦でスタメン出場しJ1リーグ戦デビューを果たした。

## 所属クラブ
- 鹿島アントラーズつくばジュニア（古河市立古河第六小学校）
- 鹿島アントラーズつくばジュニアユース（古河市立古河第一中学校）
- 鹿島アントラーズユース（鹿島学園高等学校）
  - 2020年10月 - 同年12月 鹿島アントラーズ（2種登録選手）
- 2021年 -  鹿島アントラーズ

## 個人成績
| 国内大会個人成績 | 国内大会個人成績 | 国内大会個人成績 | 国内大会個人成績 | 国内大会個人成績 | 国内大会個人成績 | 国内大会個人成績 | 国内大会個人成績 | 国内大会個人成績 | 国内大会個人成績 | 国内大会個人成績 | 国内大会個人成績 |
| 年度             | クラブ           | 背番号           | リーグ           | リーグ戦         | リーグ戦         | リーグ杯         | リーグ杯         | オープン杯       | オープン杯       | 期間通算         | 期間通算         |
| 年度             | クラブ           | 背番号           | リーグ           | 出場             | 得点             | 出場             | 得点             | 出場             | 得点             | 出場             | 得点             |
| 日本             | 日本             | 日本             | 日本             | リーグ戦         | リーグ戦         | リーグ杯         | リーグ杯         | 天皇杯           | 天皇杯           | 期間通算         | 期間通算         |
| ---------------- | ---------------- | ---------------- | ---------------- | ---------------- | ---------------- | ---------------- | ---------------- | ---------------- | ---------------- | ---------------- | ---------------- |
| 2021             | 鹿島             | 34               | J1               | 2                | 0                | 3                | 0                | 0                | 0                | 5                | 0                |
| 2022             | 鹿島             | 34               | J1               | 13               | 0                | 3                | 0                | 3                | 0                | 19               | 0                |
| 2023             | 鹿島             | 34               | J1               | 8                | 0                | 2                | 0                | 1                | 0                | 11               | 0                |
| 2024             | 鹿島             | 34               | J1               | 4                | 0                | 0                | 0                | 2                | 0                | 6                | 0                |
| 2025             | 鹿島             | 20               | J1               |                  |                  |                  |                  |                  |                  |                  |                  |
| 通算             | 日本             | 日本             | J1               | 27               | 0                | 8                | 0                | 6                | 0                | 41               | 0                |
| 総通算           | 総通算           | 総通算           | 総通算           | 27               | 0                | 8                | 0                | 6                | 0                | 41               | 0                |

- 公式戦初出場：2021年3月27日 JリーグYBCルヴァンカップ グループステージ第2節・アビスパ福岡戦（ベスト電器スタジアム）
- Jリーグ初出場：2021年4月3日 J1第7節・浦和レッズ戦（埼玉スタジアム2002）
- Jリーグ初得点：2025年5月11日 J1第16節・川崎フロンターレ戦（国立競技場）